# Dasyhelea fulvicauda
Dasyhelea fulvicauda är en tvåvingeart som beskrevs av John William Scott Macfie 1933. Dasyhelea fulvicauda ingår i släktet Dasyhelea och familjen svidknott. Inga underarter finns listade i Catalogue of Life.